# Erupční sloupec

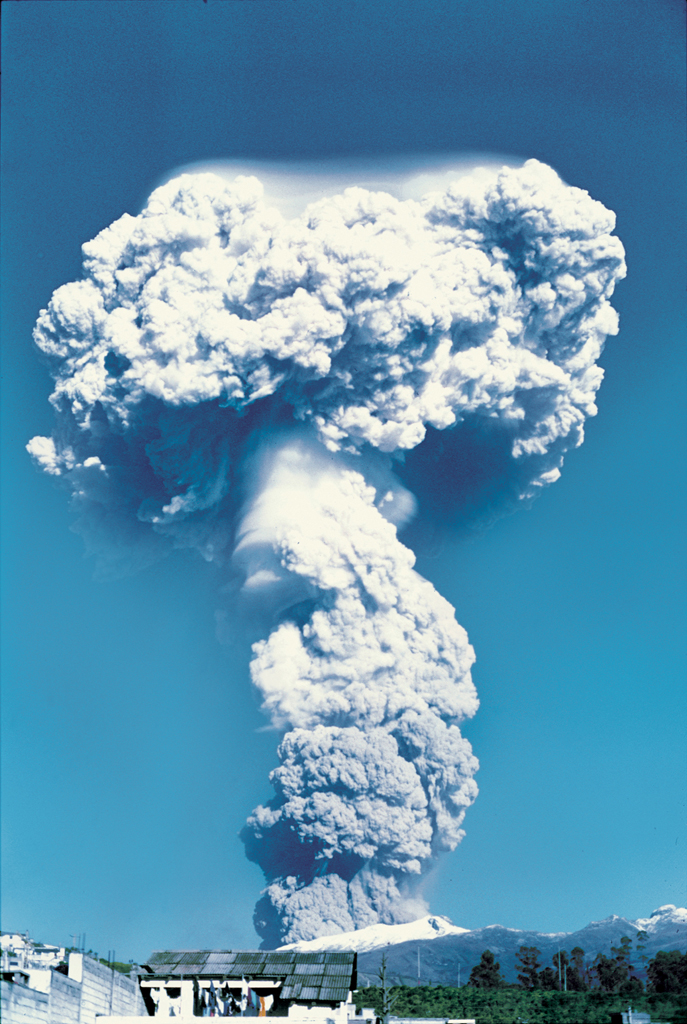
Počátek 16,5 km vysokého erupčního sloupce ekvádorské sopky Pichincha při erupci v roce 1999

Erupční sloupec (nebo také erupční sloup) je vysoký sopečný oblak vertikálního rozsahu, skládající se z přehřáté směsi popela, hornin a plynů, který stoupá ze sopečného jícnu během výbušných vulkanických erupcí. Jeho výška se pohybuje od 2 do více než 40 kilometrů. Sopečné materiály se tak mohou vzestupně dostat vysoko do atmosféry. Po ukončení vzestupu se následně šíří horizontálním směrem. Při silnějších erupcích může erupční sloupec proniknout až do stratosféry, což má potenciál ovlivnit globální klima.
Erupční sloupec je nebezpečný svému nejbližšímu okolí nejenom sopečným spadem, který postihne přilehlou oblast ve směru aktuálního větru, ale i tvorbou extrémně nebezpečných pyroklastických proudů a pyroklastických přívalů, schopné zničit vše v okruhu několika kilometrů (v extrémních případech až 25 km).

## Popis

### Vznik

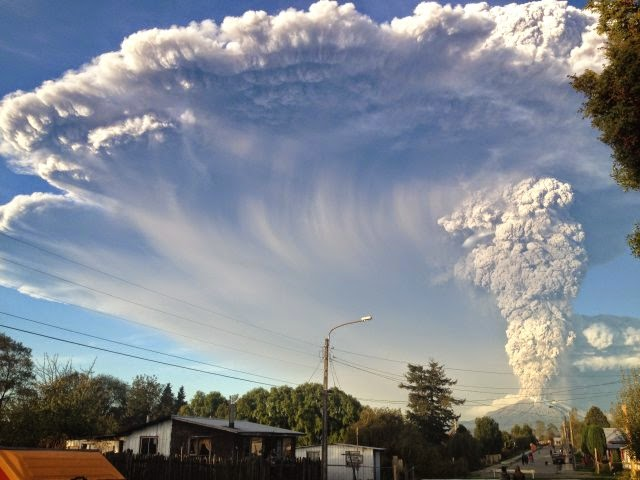
15 km vysoký erupční sloupec chilského Calbuca, s dobře vyvinutou deštníkovou oblastí, z níž se na zem snáší sopečný spad, během sub-pliniovské erupce v roce 2015, trvající 1,5 hodiny (Video)

Ke vzniku erupčního sloupce dochází pouze při explozivní sopečné činnosti. Jakmile se plynem přesycené stoupající magma dostane k povrchu, plyny se v důsledku snížení tlaku prudce a explozivně uvolní. To vede k trhání magmatu na drobné částečky jemného sopečného popela a strusky. Sloupec pohání dvě hnací síly. V jeho spodní části je to síla samotné erupce, která materiál vyvrhuje ze sopečného jícnu rychlostí několika set m/s a ten setrvačností stoupá vzhůru. Naopak ve středních a horních partiích přebírá hlavní roli vztlak. Přehřátá směs plynů a vulkanického materiálu je totiž vlivem své vysoké teploty lehčí než okolní vzduch a konvektivně stoupá vzhůru. Pro vzestupný pohyb je velikost vztlakové síly primární předpokladem a určuje, jak bude interagovat s okolními vzdušnými masami v atmosféře. Navíc má sloupec tendenci do sebe strhávat a nasávat okolní chladnější vzduch. Jakmile se tento vzduch zahřeje, zvětší se jeho objem. To vede ke zmenšení hustoty sloupce a dalšímu posílení vztlaku. Rychlost konvekčního proudění činí několik desítek m/s až více než 200 m/s, přičemž simulace odhadují, že v mohutných sloupcích vyšších než 30 km může materiál stoupat rychlostí blízké rychlosti zvuku. Do vrchních partiích atmosféry se transportuje nejenom sopečný popel, ale také kousky hornin. Zároveň se s rostoucí výškou progresivně zvětšuje šířka sloupce. Po dosažení určité nadmořské výšky, nazývané jako bod nulového vztlaku (neutral buoyancy), kde je jeho hustota stejná jako hustota okolního vzduchu, jej přestává pohánět konvekce a stoupá už jen vzestupnou hybností. Když se výstup sloupce zastaví, tak se už jako sopečný mrak šíří horizontálně a nabývá tvaru připomínající deštník (deštníková oblast). Nicméně nejvyšší výšky dosáhne tzv. přestřelující vrchol. Situován je nad místem erupce a deštníkovou oblast může výrazně převyšovat. Sopečný oblak v tento moment podléhá tamějšímu atmosférickému proudění, které ho odnáší ve směru převládajícího větru až na vzdálenost tisíců kilometrů. Zároveň z něho na zemský povrch vypadávají pyroklasty (sopečný popel a struska) ve formě sopečného spadu. Největší kusy pemzy mohou mít průměr až 15 cm. Obecně platí, že větší a těžší částice se ukládají blíže k erupčnímu centru a naopak lehčí sopečný popel může být transportován na velké vzdálenosti.

### Struktura

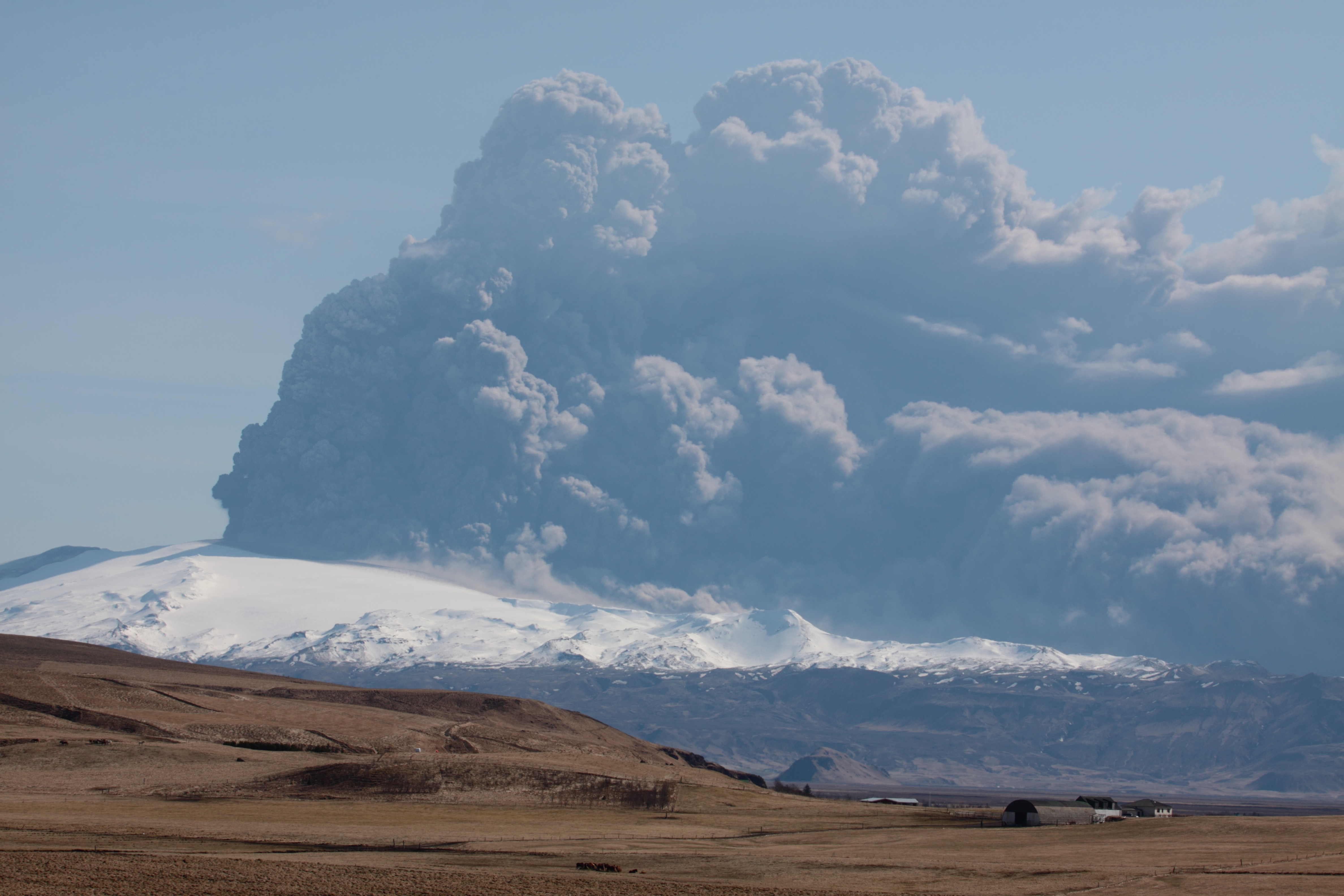
Slabé vulkanické mračno nepodporující zformování sloupce (Eyjafjallajökull 2010)

Erupční sloupce se formují jak při jednorázových sopečných explozí vulkánského typu, tak při déle trvajících erupcích pliniovského typu, jež sloupce mohou udržovat po dobu mnoho hodin nebo několika dní. Jsou-li dobře vyvinuté, skládají se ze tří částí: spodní základny (oblast chrlení plynů), prostřední části (oblast proudění, respektive konvekční zóna, zahrnující většinu vertikálního rozsahu) a horní části (deštníková oblast). Naopak menší erupční sloupce, generované slabými erupcemi, silně podléhají účinkům větru. Ty se tak nemohou plně rozvíjet, vzdušné proudění je deformuje, ohýbá a omezuje vývoj deštníkové oblasti. Struktura, dynamika a výška jsou řízeny mnoha faktory: tvarem a velikostí sopečného jícnu, složením magmatu, množstvím sopečných plynů, rychlostí vyvrhování materiálu (mass eruption rate) a aktuální meteorologickou situací. Výsledky počítačových modelací ukazují na důležitost počáteční výstupní rychlosti ze sopečného jícnu. Při rychlosti menší než 50 m/s dochází k výrazné limitaci strhávání okolního vzduchu. Účinnost se navíc v různých výškách výrazně liší. Bez přísunu vzduchu se hustota sloupce nesníží pod úroveň okolních vzdušných mas. Absencí potřebného vztlaku se stává strukturálně nestabilní a je odsouzen ke kolapsu.

### Výška

Erupce podmořské sopky Hunga Tonga v Tichomoří, s patrnou deštníkovou oblastí o průměru 240 km (2022)

Erupční sloupec produkuje vícero typů sopečných erupcí. Ovšem ty nejvyšší vytváří erupce pliniovského typu. Existuje několik faktorů určující výšku erupčního sloupce. Například průměr sopečného jícnu, obsah plynů v magmatu a rychlost, kterou je materiál vyvrhován. Podstatné jsou rovněž meteorologické faktory, včetně parametrů aktuálního větru a místního teplotního gradientu. Atmosférická teplota v troposféře za běžného stavu klesá každý kilometr výšky asi o 6–7 stupňů, ale malé změny v tomto gradientu mohou mít na konečnou výšku zásadní vliv. Většina studovaných sloupců vystoupala do 2–45 km. Předpokládá se ale, že teoreticky mohou dosahovat do výšky až 55 km. To se potvrdilo 15. ledna 2022. Během freatopliniovské erupce podmořské sopky Hunga Tonga v západním Tichomoří byl družicemi detekován nejvyšší zaznamenaný erupční sloupec v historii. Tzv. přestřelující vrchol dosáhl výšky 57 km (zatímco úroveň deštníkové oblasti, o průměru 240 km, se pohybovala okolo 35 km), čímž došlo k penetraci stratopauzy a proniknutí až do mezosféry – třetí vrstvy atmosféry. Ještě rozlehlejší deštníková oblast byla zjištěna v průběhu erupce Pinatubo v roce 1991. Během pěti hodin se nad sopkou rozrostla na průměr 400 km (po dalších devíti hodinách až na 1 000 km).
Výšky erupčních sloupců jsou užitečným způsobem měření intenzity erupce, protože pro danou atmosférickou teplotu je výška sloupu úměrná čtvrté odmocnině rychlosti vyvrhované hmoty (mass eruption rate). Čím vyšší je sloupec, tím větší částice mohou být transportovány na větší vzdálenosti. Na základě tloušťky vrstev, velikosti zrn a jejich vzdálenosti od erupčního centra lze studiem sopečných usazenin zpětně odvodit výšku sloupce či mohutnost erupce. Díky tomu je možné rekonstruovat průběhy erupcí ve vzdálenější minulosti, kterých člověk nebyl svědkem.

### Zánik

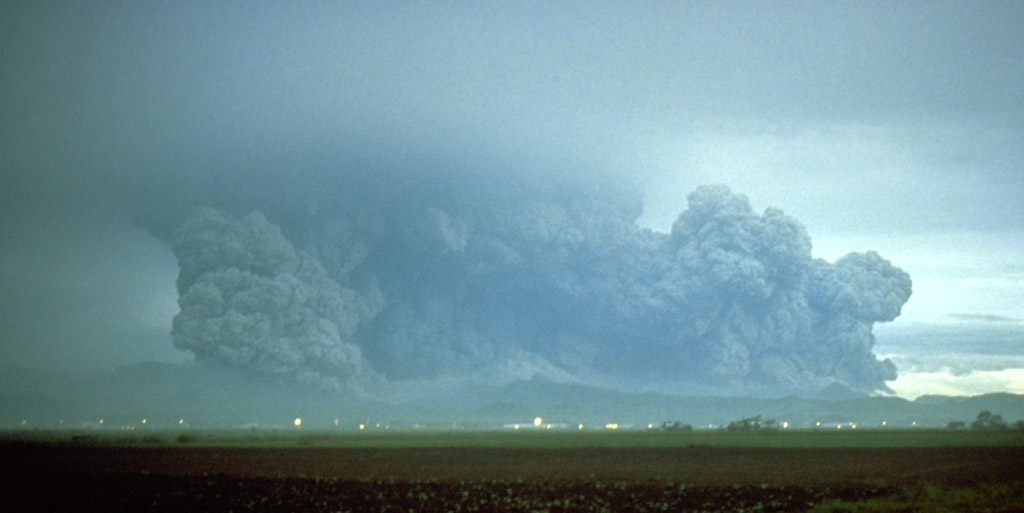
Pyroklastický proud s dosahem 8 až 10 km, vzniklý kolapsem sloupce, v průběhu hlavní erupce filipínského Pinatuba (1991)

Pliniovské erupce dle své intenzity chrlí každou sekundu 10 tisíc až 10 milionů tun sopečné materiálu. Erupční sloupce proto nejsou kvůli této mase samy o sobě strukturálně stabilní a při životě je udržuje pouze síla erupce a vztlak konvekčního proudění. Stanou-li se příliš hustými na to, aby je tyto síly mohly vynést vysoko do atmosféry, tak se mohou snadno pod svou vlastní vahou gravitačně zhroutit, což vede k tvorbě pyroklastických proudů a přívalů. Kolaps je částečný nebo úplný, přičemž není neobvyklé, když se v průběhu déle trvající erupce vícekrát opakuje. Proces je ovlivněn složitými kombinacemi mnoha geologických, petrologických a meteorologických faktorů. To zahrnuje: snížení množství plynů, snížení rychlosti vyvrhování, zmenšení sopečného jícnu. V některých případech, kdy vulkanický materiál není dostatečně hustý a těžký, může zformovat mraky zvané pyrocumulonimbus.

## Význam

### Pyroklastické proudy a přívaly
Největší hrozbu, kterou erupční sloupce představují, jsou jejich kolapsy. Jakmile jejich hustota překročí určitou mez, kdy už síla erupce či konvekce nejsou schopny vynést ohromné množství sopečného materiálu vysoko do atmosféry, dojde vlivem působení gravitace ke zhroucení. Stále žhavá směs plynů, popela a hornin se v podstatě „rozlije“ po zemském povrchu na všechny strany od erupčního centra v podobě pyroklastických proudů a pyroklastických přívalů (společně označované pod odbornou zkratkou PDC). Tyto žhavé „laviny“ se pohybují rychlostí 100–700 km/h (v extrémních případech i více než 1000 km/h) a dosahují teploty 100–1100 °C. Není možné jim ujet vozidlem a ani neexistuje zaručený úkryt, kde se před nimi schovat. Ochranu totiž neposkytují ani interiéry dobře postavených cihelných a železobetonových budov. Pohltí-li člověka, umírá v průběhu pár vteřin na tepelný šok a působení extrémního vnitřního proudění. V případě nepřímého zásahu mu přehřáté plyny a popel způsobí život ohrožující popáleniny a poškození dýchacího ústrojí.

### Klima

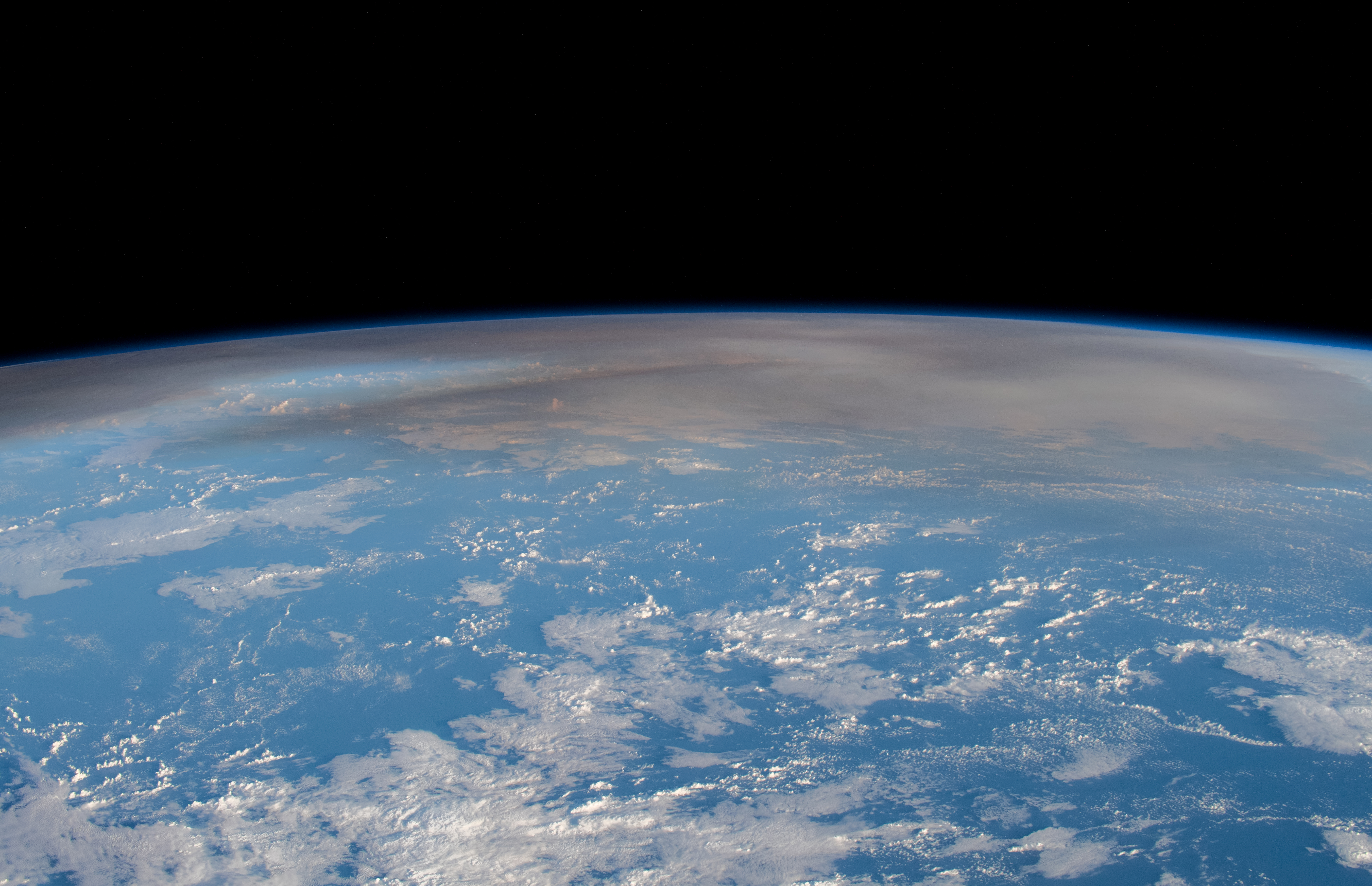
Pohled z ISS na závoj sopečného popela nad Pacifikem, poblíž Nového Zélandu po erupci Hunga Tonga Ha'apai v lednu 2022

V závislosti na množství vyvržených produktů, složení plynů, výšce sloupce, síle erupce a její zeměpisné šířce (tropická či extratropická) se odvíjí míra dopadu na klima. Není-li sopečná erupce dost silná na to, aby popel a plyny transportovala přes tropopauzu (hranici mezi troposférou a stratosférou), zůstanou jen v troposféře – nejspodnější části atmosféry. Zde probíhá většina atmosférických procesů (počasí), které z ní tyto produkty přirozenými pochody postupně odstraní. Průměrná doba jejich setrvání je krátká (několik dní), proto je vliv slabých erupcí s troposférickými sloupci na globální klima malý až zanedbatelný. Jakmile erupční sloupec přesáhne výšku 10–20 km (na pólech 7 km) dochází k proražení tropopauzy, čímž jsou do stratosféry transportovány částice sopečného popela a sopečné plyny. Tamější silné vzdušné proudění je rozdistribuuje po celé planetě. Kvůli postupně se snižující výšce tropopauzy směrem k pólům mají erupce situované dále od rovníku obecně vyšší šanci ovlivnit klima. Největší dopad na něj má oxid siřičitý (SO2). Tento plyn se ve vzduchu mění chemickou reakcí na kyselinu sírovou, jež rychle kondenzuje na aerosol. Jeho drobné kapičky mají vysokou odrazivost a část slunečního záření odrážejí zpět do vesmíru, čímž dochází k ochlazování spodní části atmosféry. Kromě toho mohou poškozovat i ozonovou vrstvu. Aerosoly kyseliny sírové ochlazují klima efektivněji než sopečný popel a zároveň dokáží ve stratosféře setrvat dlouhé měsíce až roky. Ochlazující účinky byly například pozorovány v roce 1991, kdy na Filipínách došlo k 2. nejsilnější erupci 20. století. Stratovulkán Pinatubo vyvrhl 17 milionů tun oxidu siřičitého a 10 km³ sopečných materiálů. Mimořádně silné sopečné události jsou schopné způsobit tzv. sopečnou zimu. Rok 1816 je znám jako tzv. Rok bez léta. Globální teplota tehdy poklesla o 0,4 až 0,7 °C, což mělo za následek extrémní výkyvy počasí, tuhé zimy a neúrodu. Na východní pobřeží USA v červnu dokonce udeřily mrazy a napadlo 46 cm nového sněhu. Zodpovědná za to byla sopka Tambora o rok dříve, jejíž erupce s indexem VEI 7 vyvrhla 10× více oxidu siřičitého a 15× více sopečného popelu než Pinatubo. Některá masová vymírání v minulosti mohla být zapříčiněná masivními výlevy čediče či erupcemi s indexem VEI 8 tzv. supervulkánů.

### Letecká doprava

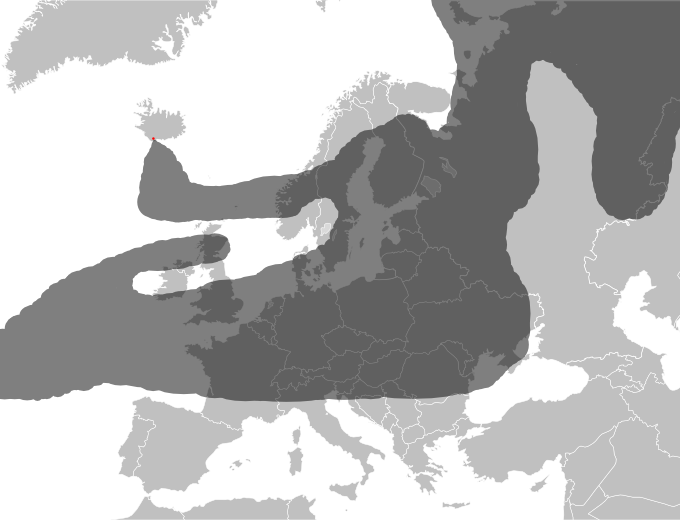
Zvýšená koncentrace sopečného popelu po erupci islandské sopky Eyjafjallajökull v roce 2010, která nad Evropou zastavila veškerou leteckou dopravu po dobu 6 dní

Sopečný popel, který erupční sloupce dokáží distribuovat do úrovní letových hladin, představuje pro leteckou dopravu vážnou hrozbu. Oblaka popela nemohou být detekována palubním radarem a ani piloti je nemusí být schopní rozeznat od běžných oblaků. Abrazivní efekt částic může poškodit motory a přední hranu křídel, přičemž okna kokpitu dokáže zcela zneprůhlednit. Největší nebezpečí představuje pro vnitřek proudových motorů. Vysoké teploty ve spalovací komoře nasátý sopečný popel roztaví a výsledná hmota se následně ve formě povlaku usazuje na lopatkách turbín, což vede k narušení nebo úplnému zastavení chodu proudového motoru. Známý incident se odehrál 24. června 1982. Let 9 s 263 lidmi na palubě vletěl do oblaka popela ze sopky Galunggung a vysadily mu všechny čtyři motory. Zpomalující Boeing 747 ztrácel nad oceánem výšku. Jakmile však klesl do výšky 4 km, kde se částice popela již nevyskytovaly, motory opět naskočily. Letoun poté bezpečně nouzově přistál se třemi funkčními jednotkami. Podobný incident se odehrál 15. prosince 1989, kdy Boeing 747-400 vletěl do oblaka popela sopky Mount Redoubt. Škody se vyčíslily na 80 milionů dolarů a všechny čtyři motory musely být vyměněny.
Letecký průmysl na základě těchto zkušeností nebere hrozbu sopečného popelu na lehkou váhu. V dubnu 2010 došlo na Islandu k erupci (VEI 4) vulkánu Eyjafjallajökull. Vzdušné proudy zanesly sopečný popel nad Evropu, což vyústilo k šesti dennímu zastavení veškeré letecké dopravy nad většině jejího území. Zrušeno muselo být 95 tisíc letů a vzniklá finanční ztráta činila 1,7 miliardy dolarů.

## Galerie

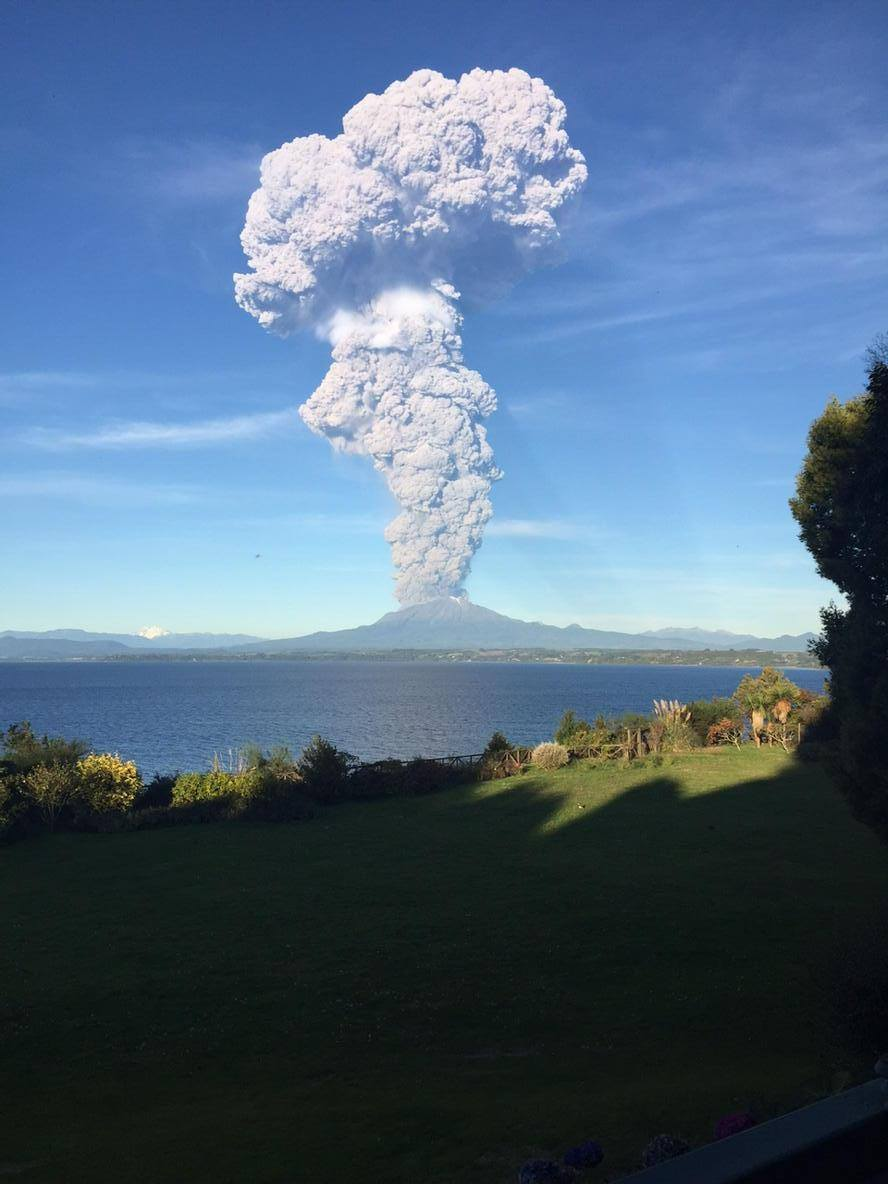
Počátek erupce chilského stratovulkánu Calbuco 22. dubna 2015
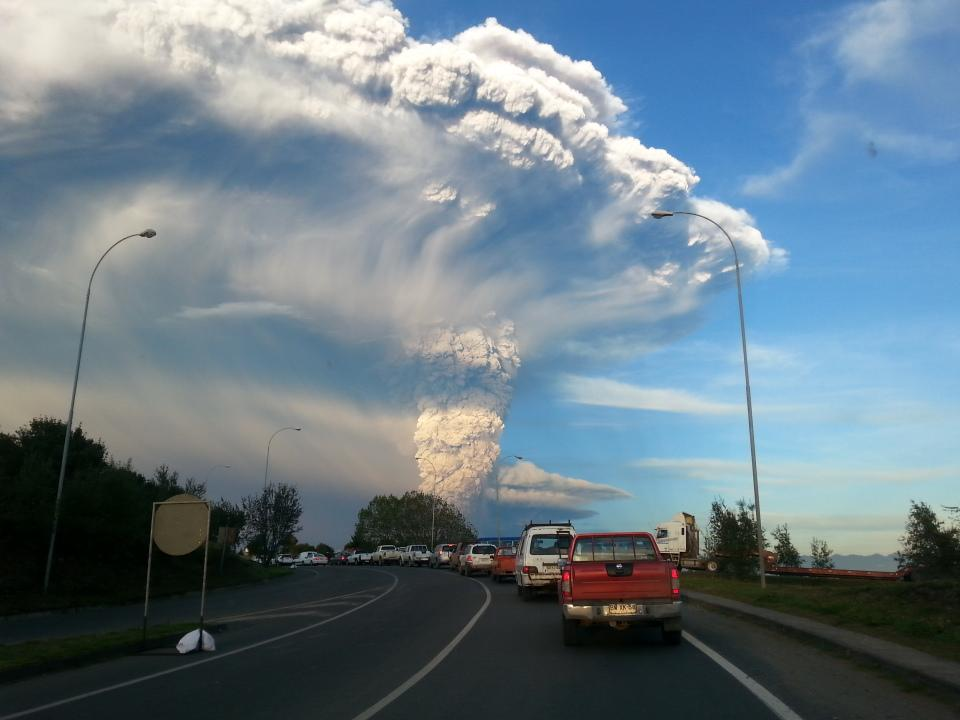
Calbuco (2015)
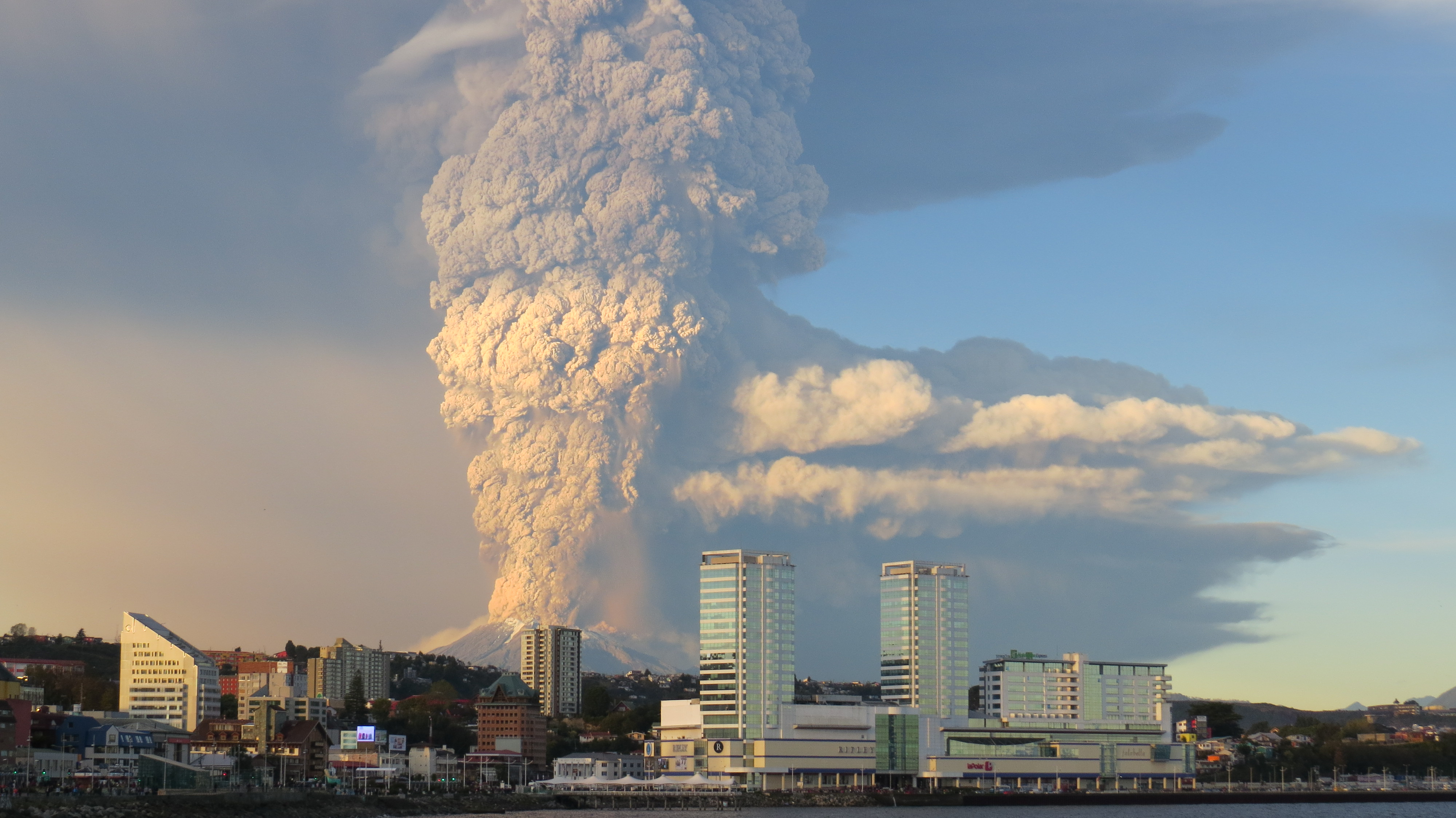
Calbuco (2015)
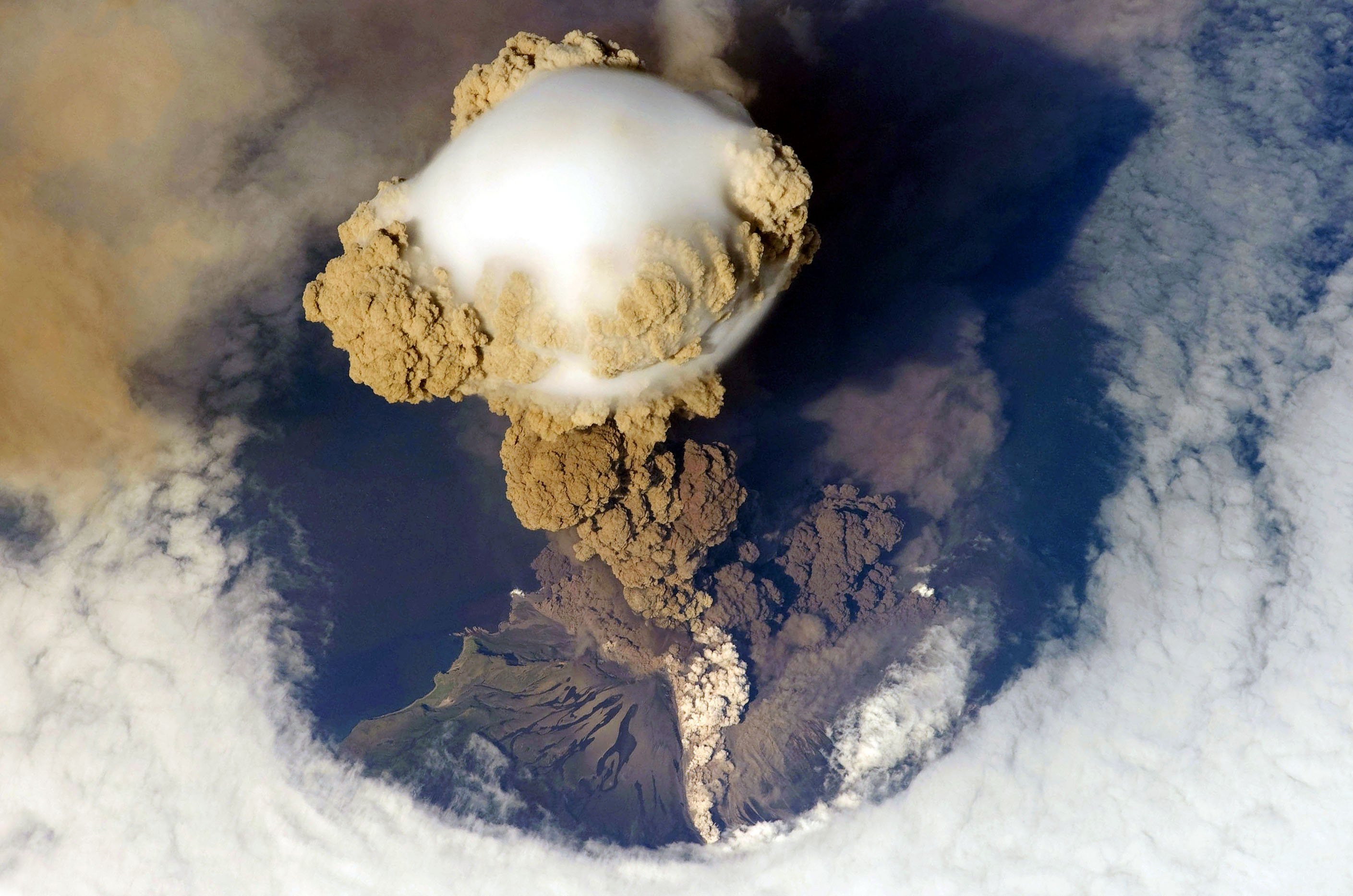
Saryčeva 12. června 2009
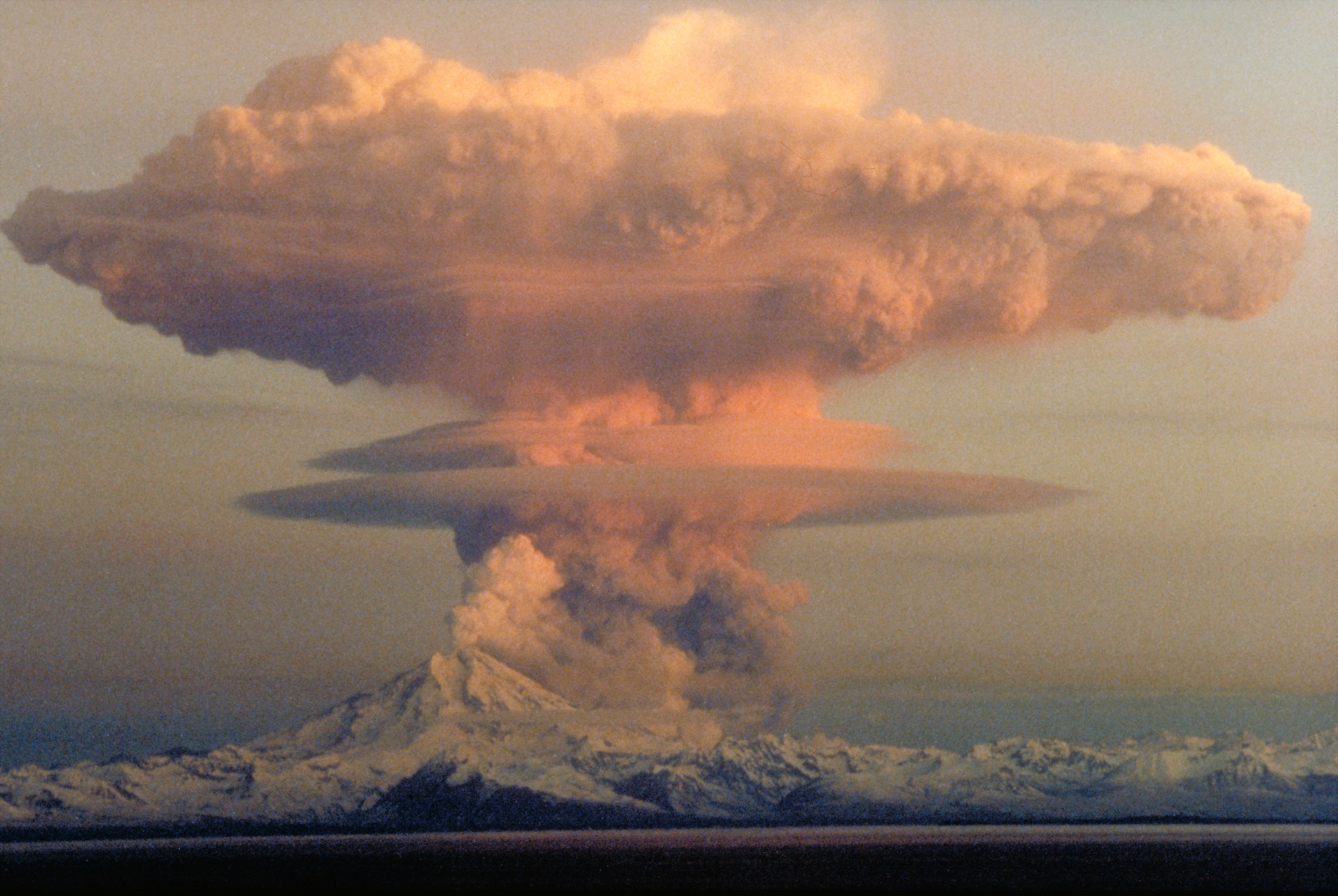
Erupce Mount Redoubt na Aljašce v roce 1990, kdy popel vystoupal 9 km vysoko
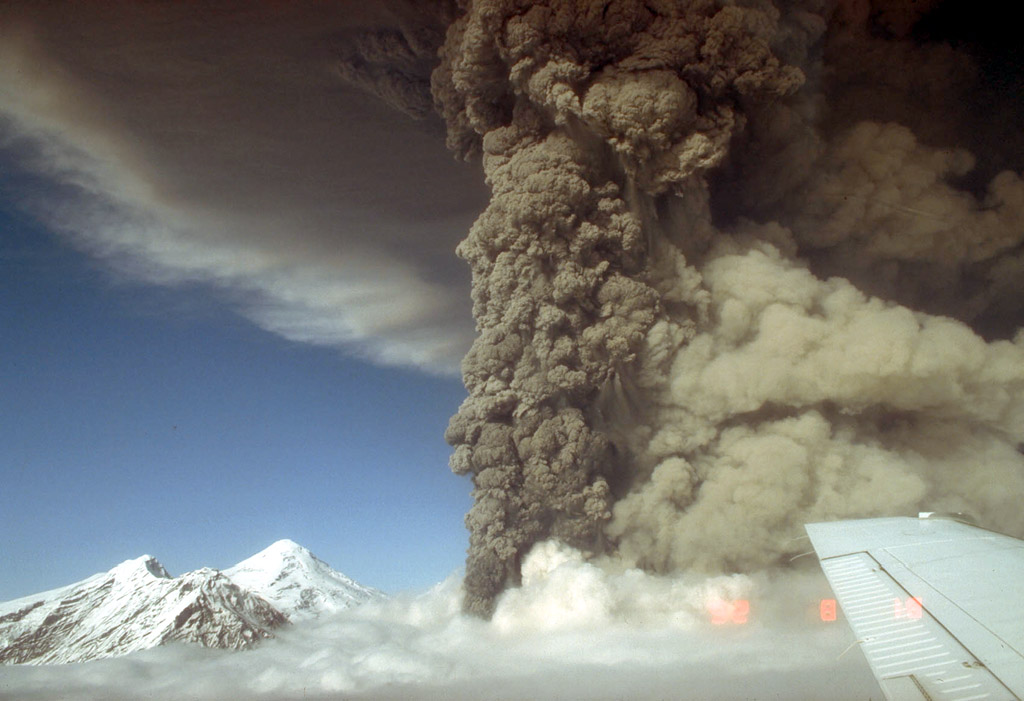
Aljašská Mount Spurr
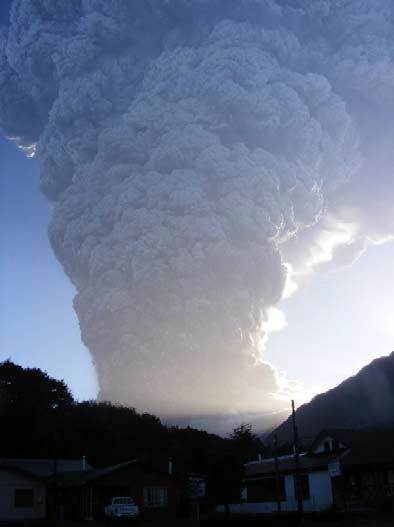
Erupce Chaitén 6. května 2008 v Chile vynesla oblak popela do výšky ~30 km
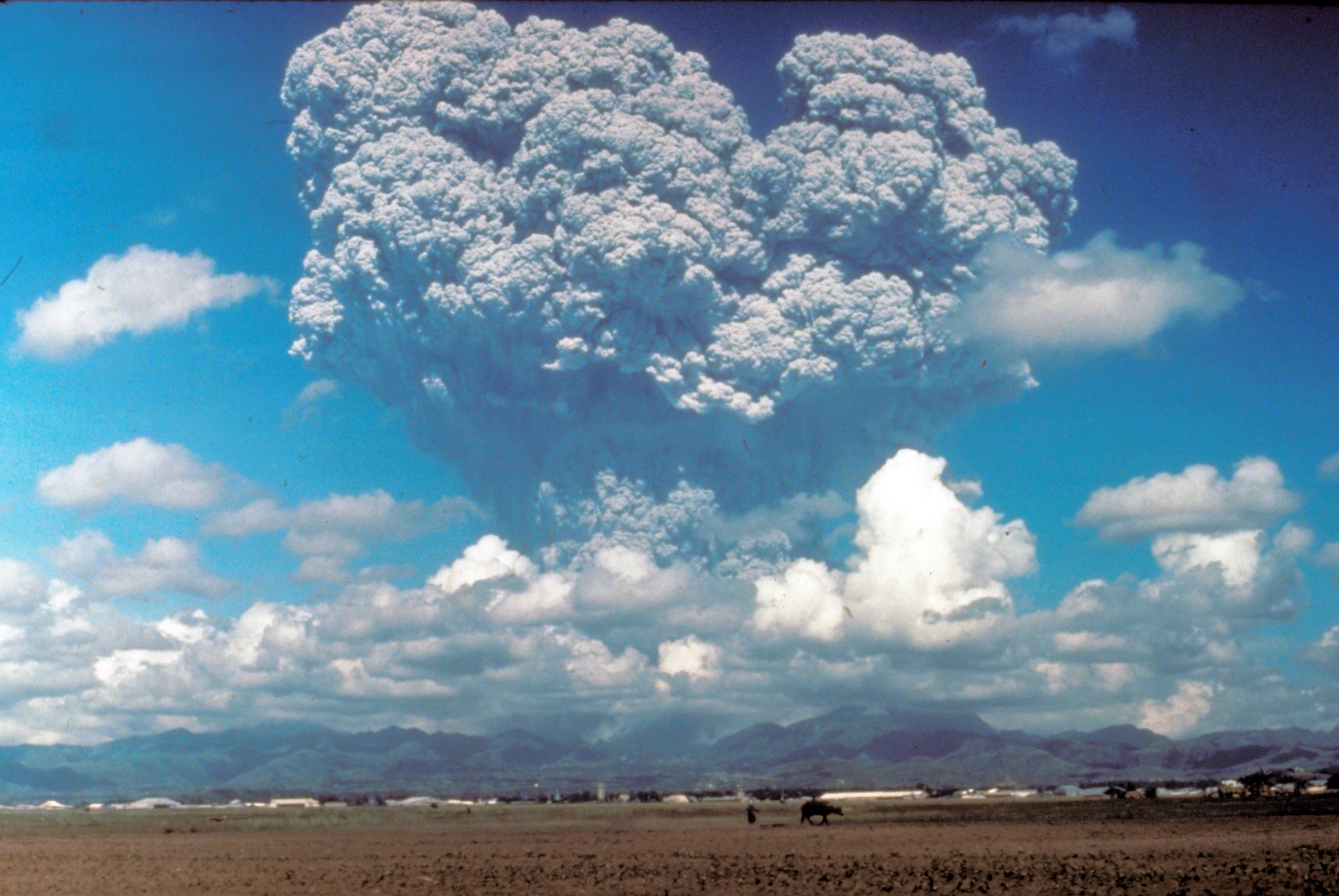
19km erupční sloupec sopky Pinatubo v roce 1991
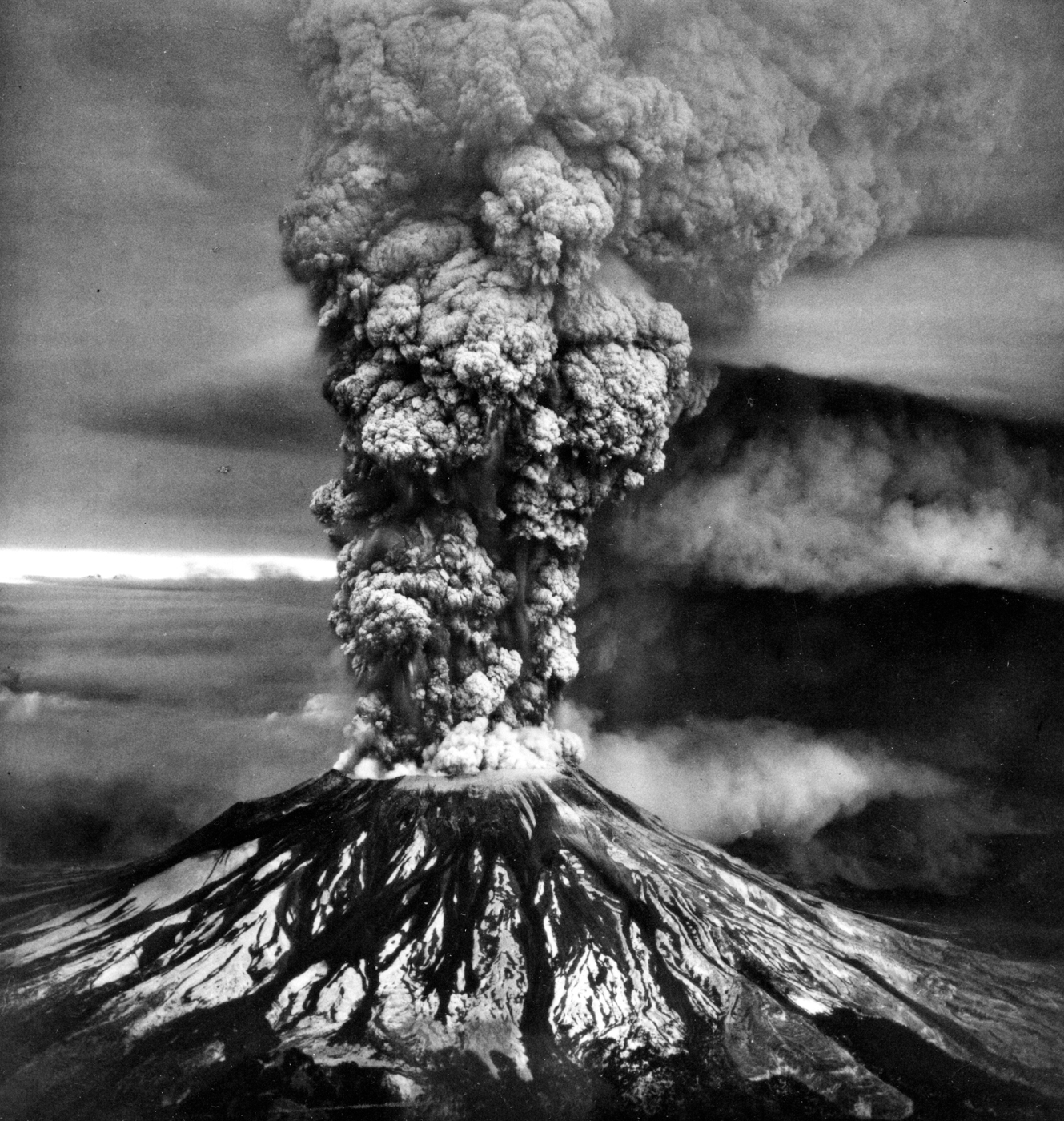
Hlavní erupce Mount St. Helens v USA (1980)
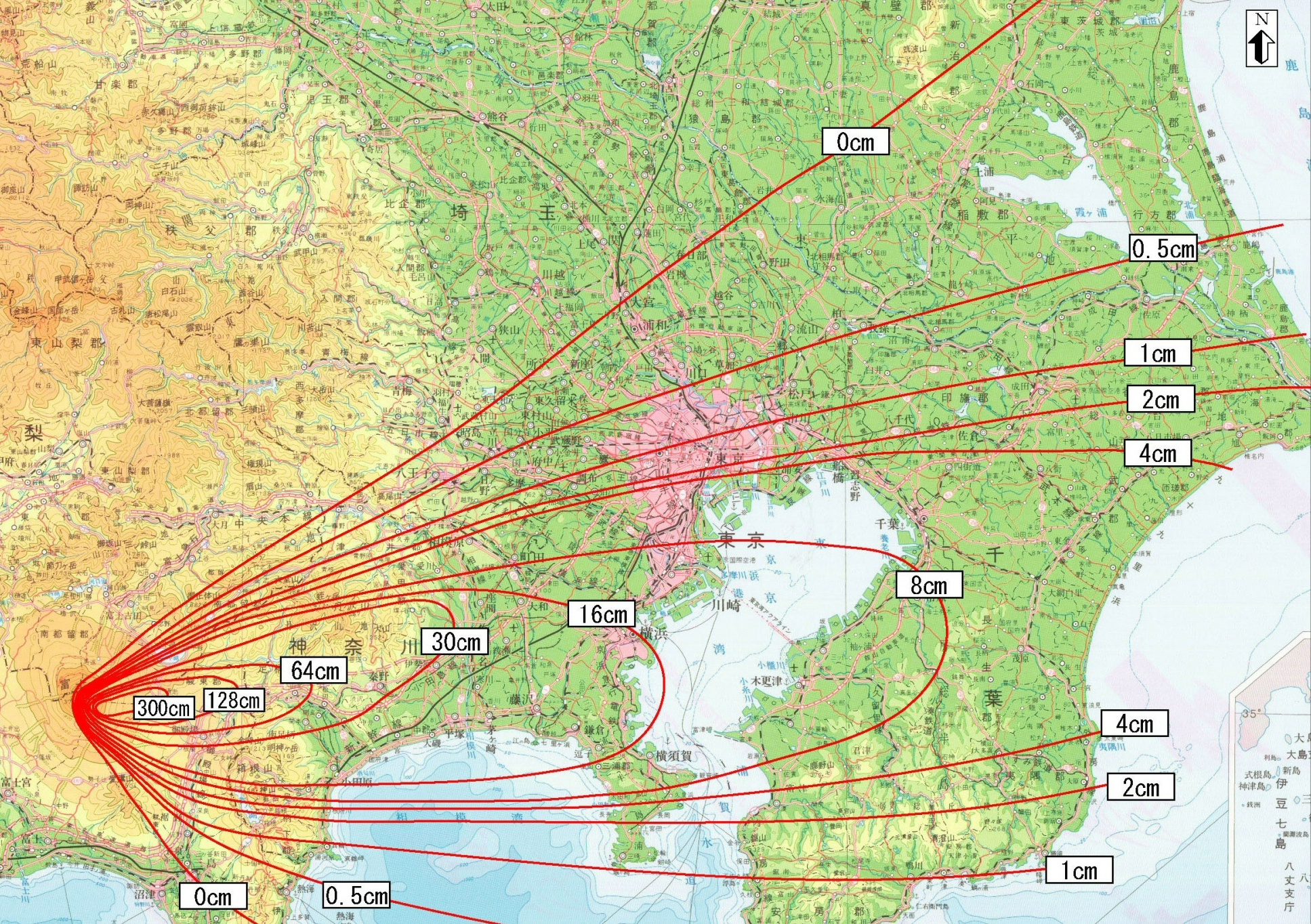
Izoliniemi vyznačené tloušťky tefry po erupci japonské Fudži v roce 1707
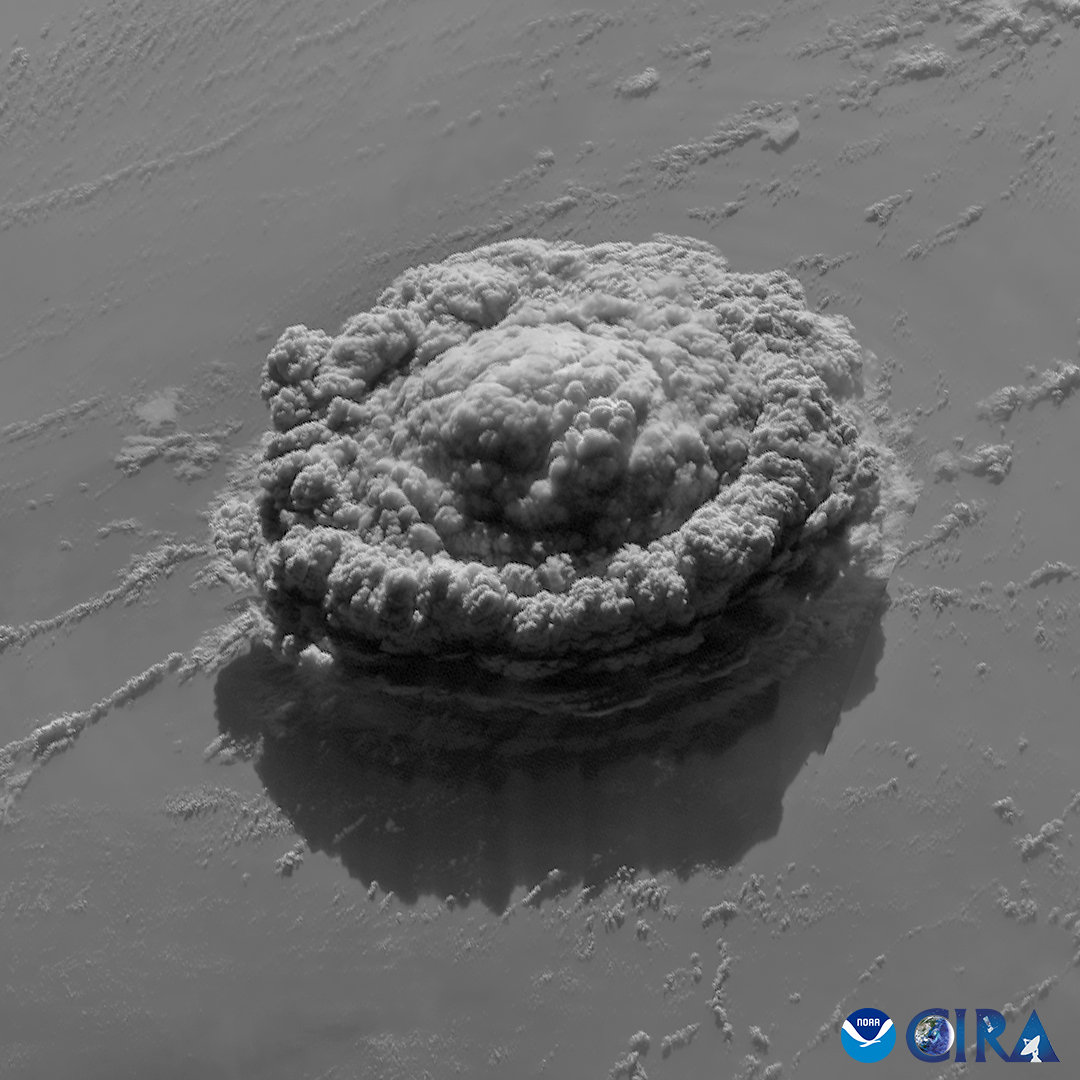
Snímek erupčního sloupec sopky Hunga Tonga (15. ledna 2022).